# Rudolf Dentler

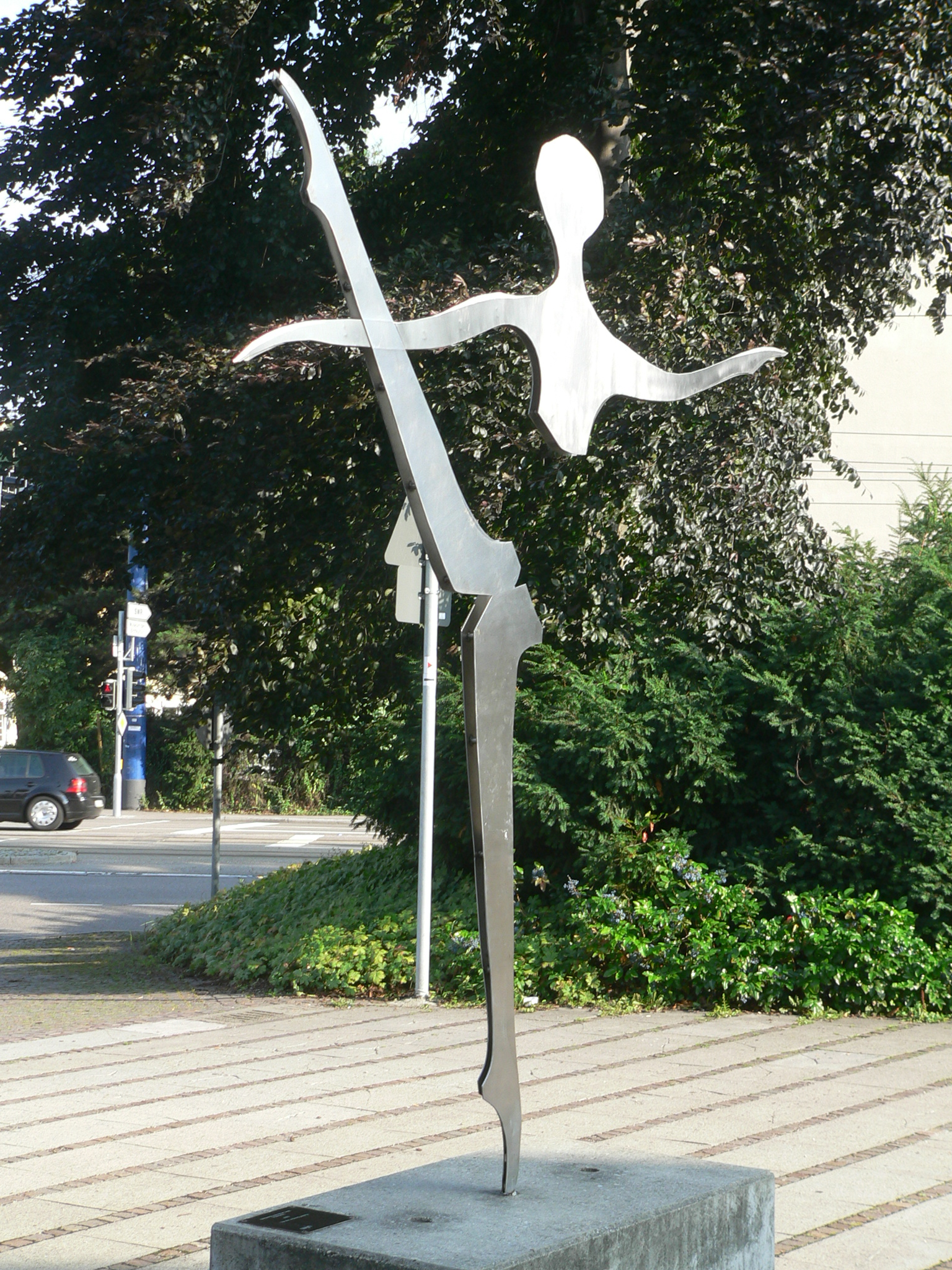
Sophitia, die tanzende Weisheit von Rudolf Dentler aus dem Jahr 1999 vor dem Theater Ulm

Rudolf Dentler (* 18. Dezember 1924 in Pforzheim; † 2. September 2006 in Ulm) war ein deutscher Goldschmied, Künstler und selbsternannter „König von Ulm“. Er nannte sich „Rex der Letzte“.

## Leben
Rudolf Dentler erhielt seine Ausbildung an den Kunst- und Werkschulen in Pforzheim und Zürich und legte 1952 die Meisterprüfung ab. Ab 1955 lebte er als freier Goldschmied in Blaubeuren, ab 1968 in Ulm.
Seit 1999 steht seine Sophitia-Skulptur vor dem Theater Ulm, ein Abbild dieser an der Waganowa-Akademie in St. Petersburg. Andere Werke befinden sich in Museen in Berlin, New York, Tokio und Moskau.
Jedes Jahr am Schwörmontag hielt er seine Thronrede – eine alternative Schwörrede – von einem Thron herab, den er 1989 im zweiten Stockwerk an der Fassade der Goldschmiede in der Ulmer Gerbergasse angebracht hat. Dabei verlieh er jeweils einen Ehrenring mit goldenem Kreuz an verdiente Bürger.
Dentlers Grab befindet sich auf dem Hauptfriedhof in Ulm. Seine Familie hat ein Museum mit Werken und Schriften des „Königs“ eingerichtet.
Der Bühnen- und Kostümbildner Timo Dentler ist ein Sohn von Rudolf Dentler.

## Ausstellungen
- Ulmer Museum, 1958
- La Cimaise, Paris, 1961
- Victoria and Albert Museum, London, 1961
- Schloss Charlottenburg, Berlin, 1963
- Deutsche Goldschmiedekunst, New York, 1965
- Ulmer Museum, 1965
- Deutsche Goldschmiedekunst, Belgrad, 1970
- Repräsentationsausstellung Baden-Württemberg, Graz, 1964
- Internationale Goldschmiedekunst, Tokio, 1965
- Bundesgartenschau 1977, Stuttgart
- Schmuck-Ballett-Ästhetik, Theater Ulm, 1982
- Weltausstellung für Goldschmiedekunst, Ulm, 1986
- Ausstellung „Schmuck des Königs“, Haus des Landkreises, Ulm, 1990
- „Diogenes mit der Lötlampe“ zum 100. Geburtstag von Rudolf Dentler, Stadthaus Ulm, Dez 2024/Jan 2025[5]